# 실용 중국어 시험
실용 중국어 시험(영어: Business Chinese Test)는 중국어 공인 시험의 하나이다. 베이징 대학에서 평가를 개발하고 있다.